# 9015 Coe
9015 Coe eller 1985 VK är en asteroid i huvudbältet som upptäcktes den 14 november 1985 av den danska astronomen Poul Jensen vid Brorfelde-observatoriet. Den är uppkallad efter Malcolm Coe.
Asteroiden har en diameter på ungefär 17 kilometer.